# Préfet (Suisse)
Pour les articles homonymes, voir Préfet.
En Suisse, un préfet est un fonctionnaire, représentant du pouvoir exécutif. Le titre, créé sous la République helvétique, a été conservé dans plusieurs cantons divisés en districts administratifs.

## Le préfet historique
La fonction de préfet est créée en Suisse dans la Constitution mise en place lors de l’établissement de la République helvétique. Basé sur le modèle français de l'époque, le préfet est alors nommé par le Directoire comme son représentant dans chaque canton. Parmi ses nombreuses responsabilités figurent celle de lever les troupes cantonales formant les bataillons suisses.

## Préfets cantonaux
La fonction centrale disparaît avec l'acte de médiation en 1803. Cependant, plusieurs cantons la conservent localement pour désigner les dirigeants des districts administratifs.

### Préfets cantonaux disparus
Les cantons de Neuchâtel, du Tessin et de Saint-Gall ont eu des préfets jusque dans la seconde moitié du XXe siècle où ce rôle a été supprimé, respectivement en 1990, 1922 et 2000.
L'évêché de Bâle, ainsi que Genève et le Valais eurent également des préfets durant les quelques années où ils furent départements français, vers la fin du XVIIIe siècle et le début du XIXe siècle. Le canton de Lucerne les a abolis en 2014.

### Canton de Berne
Nommés Oberamtmänner jusqu'en 1831, les préfets bernois sont aujourd'hui appelés Regierungsstatthalter et sont élus par le peuple depuis 1893. Le poste est maintenu malgré le remplacement des districts par les arrondissements administratifs en 2010.

### Canton de Fribourg
Nommés Oberamtmann puis Regierungsstatthalter dans la partie germanophone du canton, les sept préfets fribourgeois (un par district) sont élus par le Conseil d'État jusqu'en 1976, puis par le peuple depuis 1977.
Leur rôle, proche de celui d'un préfet français, est bien plus important que dans les autres cantons romands : consultés lors de l'élaboration des lois et possédant de larges compétences (ordre public, sécurité, permis de construire, santé, tourisme, écoles), ils sont considérés comme les premiers défenseurs de leur région et sont au cœur de la collaboration intercommunale,.

### Canton du Valais
Un projet de nouvelle constitution, déposé en 2012 et refusé en votation populaire en 2015 proposait de supprimer les districts et les préfets dans le canton,.

### Canton de Vaud
Portant le titre de « lieutenants du Petit Conseil » jusqu'en 1832, les préfets vaudois sont les derniers à être nommés par le Conseil d'État, et non élus  par le peuple. Ils ont différents rôles locaux, parmi lesquels l'exécution des lois, la surveillance des autorités communales, la présidence des commissions de conciliation en matière de droit du bail ainsi que l'encaissement des amendes d'ordre. Méconnus en ville, ils veillent plus généralement au bon fonctionnement de la démocratie dans les districts, notamment en surveillant les autorités communales et en assurant des tâches de médiation pour « prévenir la judiciarisation des rapports sociaux ».